# Jack Bruce
John Symon Asher «Jack» Bruce (Escòcia, 14 de maig de 1943 - Suffolk, Anglaterra, 25 d'octubre de 2014) fou un compositor, cantant i multiinstrumentista. Va pertànyer a la Graham Bond Organization, després es va unir amb John Mayall i on coneixeria a Eric Clapton. Només va romandre unes quantes setmanes i després es va unir a Manfred Mann en una temptativa poc aconsellable en la comercialització.
Després, Ginger Baker li va demanar inicialment a Eric Clapton formar un trio, però Eric va insistir que Jack fos el cantant, per formar el supergrup Cream que va durar només des de l'any 1966 fins a 1968, a causa de les desavinences i tensions tan greus entre el bateria Baker i Bruce, fins i tot en directe on es sabotejaven els instruments. Baker fins i tot li va arribar a amenaçar amb un ganivet en una ocasió. De tota manera, anys més tard, Ginger i Bruce es van reunir de nou al costat de Gary Moore formant un altre supergrup, BBM, que no va durar molt temps. Durant la dècada dels 80 va mantenir contacte amb la compositora Carla Bley, amb qui va col·laborar diverses ocasions. De fet, ella va compondre una miniòpera, Under the Volcano, per a ell.
Cream es va reunir diverses vegades després de la ruptura, la més recent el 2005 on van tocar en viu en el Royal Albert Hall.
Després de la separació va començar a gravar àlbums com a solista, el primer va ser Songs for a Tailor i després d'això va començar la seva política de tocar simultàniament rock, jazz i els formats clàssics, intentant fer el seu estil personal i únic.

## Biografia
Jack Bruce va néixer el 14 de maig de 1943 a Bishopbriggs, East Dunbartonshire, Escòcia, els seus pares sent músics es van traslladar al voltant d'un lot. Bruce de jove va haver d'assistir a 14 escoles diferents acabant en l'Acadèmia Bellahouston. Bruce va considerar el jazz en la seva adolescència, i va guanyar una beca d'estudi de cello i composició en la Royal Scottish Academy de Música i Drama, mentre tocava a la Jim McHarg s Scotsville Jazzband per mantenir-se a si mateix. No obstant això, l'acadèmia desaprovava que els seus estudiants toquessin jazz: «se'n van adonar», li va explicar Bruce al corresponsal i músic Jim Macnie, «i li van dir 'o ho deixes, o deixes la universitat'. Així que vaig deixar la universitat».

## Discografia en Solitari
- Songs for a Tailor (setembre del 1969)
- Things We Like (gravat a l'agost del 1968, llençat al desembre del 1970)
- Harmony Row (setembre del 1971)
- Out of the Storm (novembre del 1974)
- Live at Manchester Free Trade Hall 75 2CD (llençat el 2003)
- How's Tricks (març del 1977)
- Spirit- Live at the BBC 1971-1978" 3CD (llençat el 2008)
- Jet Set Jewel (gravat el 1978, llençat el 2003)
- I've Always Wanted To Do This (desembre del 1980)
- Automatic (gener del 1983)
- Something Els (gravat el 1987, llençat al març de 1993)
- A Question of Time (desembre de 1989)
- Cities of the Heart 2CD (1993)
- Monkjack (setembre de 1995)
- Shadows in the Air (juliol de 2001)
- More Jack Than God (setembre de 2003)
- Live with the HR Big Band (desembre de 2007)
- The Anthology - Can You Follow? 6CD (maig de 2008)